# أيادي الحرب
أيادي الحرب (بالإنجليزية: Hands of War)‏ هي لعبة قتال مشهورة أنتجتها شركة Axis Games، وهي لعبة تحكي عن قصة عالم يسمى Tempor، الذي مزقته الحروب المتتالية بين الفصائل المتخاصمة من أجل الاستحواذ على الحكم، المصالح الخاصة، والإستحواذ على طاقة قلب الصخر (بالإنجليزية: Heartstone)‏ حيث أن هذا العالم حكمه فصيلة تعتبر هي الحكومة والقائد وتسمى بالتحالف (بالإنجليزية: The Alliance)‏ وخصمه اللدود ذو الظلال (بالإنجليزية: The Shadow Runners)‏، يهدف كل من الطرفين إلى استقبال أكبر عدد ممكن من الدعم من عند الفصائل، وفي هذا القرار خرج شخص (هو اللاعب) اختار طريقا ليتتبعه، إما أن يكون طريقا للتحالف (الخير) أو طريقا لذو الظلال (الشر)، ويجمع هذا الشخص المطالب (بالإنجليزية: Quests)‏ ويحققها مقابل مال أو عتاد حربي، ليطور نفسه ومستواه ألى أن يصبح لا يقهر، بعدها يقوم بتجميع قطع Heartstone من قبل الوحوش الكاسرة التي تعترض طريقه إلى يجمعها لتصبح قطعة واحدة لها قوة عالية جدا ولا يمكن التحكم بها ويستخدما اللاعب كوسيلة لتحقيق مراده.